# 캥거루 장갑차
캥거루(영어: Kangaroo) 병력 수송 장갑차는 왕립 캐나다군이 병력 수송 및 화력지원을 위해 만든 무한궤도 장갑차이다.

## 같이 보기
- 4형 보병전차 A22 처칠
- 토털라이즈 작전